# Reijnst (geslacht)

familiewapen van de Familie Reynst

Reijnst (ook: Reynst of Rijnst) is  een geslacht dat bestuurders en militairen voortbracht.

## Geschiedenis
De stamreeks begint met Pieter Reijnst, askoper en zeepzieder te Amsterdam. Zijn oudste zoon, Reijnst Pietersz., werd kapitein van de schutterij in Amsterdam en later schepen (1580, 1582). Gerard (of Gerrit) Reijnst werd gouverneur-generaal van Nederlands-Indië en zijn tak stierf in 1695 uit. In 1840 werd J.C. Reijnst (1798-1871) met zijn nakomelingen in mannelijke lijn verheven in de Nederlandse adel en verkregen zo het predicaat jonkheer of jonkvrouw; de adellijke tak is in 1972 uitgestorven.
Veel leden (21) van de familie Reijnst/Reynst zijn bijgezet in het familietombe, gebouwd op de begraafplaats Kerkhoflaan te Den Haag.

## Enkele telgen
Pieter Reijnst, (ca. 1510-1573), stamvader van het geslacht; askoper en zeepzieder te Amsterdam
- Reinier Pieterszoon Reijnst (1550-1599), koopman, kapitein van de schutterij (1578-) en schepen (1580, 1582) in Amsterdam
  - Hendrik Reijnst (1583-1648), Koopman en Schepen te Amsterdam, bewindhebber van de VOC, Kassier van de Amsterdamsche  Wisselbank, raad en schepen van Amsterdam, kapitein in de schutterij; in 1627 was Hendrick Reijnst betrokken bij de remonstrantse twisten
    - Lambert Reijnst (1613-1679), lid van de vroedschap, schepen (1656), schout, bewindhebber VOC, raad Admiraliteit Noorderkwartier; verloor zijn functies in 1672 vanwege zijn verwantschap met Johan de Witt en de familie Bicker en De Graeff
    - Jacobus Reijnst (1621-1667), kapitein van de burgerschutterij in Amsterdam (1654-1667), bewindhebber WIC, woonde op de Keizersgracht
      - mr. Pieter Reijnst (1654-1718), schepen en raad van Haarlem
        - Jacob Reijnst (1685-1756), viceadmiraal (1748-) en luitenant-admiraal (1750-)
          - Pieter Hendrik Reijnst (1723-1791), viceadmiraal (1779-) en luitenant-admiraal (1789-)
            - Pieter Hendrik Reijnst (1767-1832), lid (1816) en vicepresident (1822-1826) Algemene Rekenkamer van Nederlands-Indië
              - Jhr. Joan (Jan) Cornelis Reijnst (1798-1871), van 1823 tot 1826 resident van Palembang op Sumatra, in 1836 benoemd tot lid van de Raad van Indie, van 1841 tot 1850 vicepresident van de Raad, na het overlijden van Merkus van 5 augustus 1844 tot 30 september 1845 waarnemend Gouverneur-Generaal van Nederlands-Indië
                - Stiefdochter: Jkvr. Louise Johanna Batiste Charlotte Theunissen Reijnst (1827 -1861), werd in 1842 opgenomen in de Nederlandse adel met het predicaat jonkvrouw
                - Jkvr. Catharina Geertruida Reijnst (1829 -1893); huwde in 1847 met mr. John Ricus Couperus (1816-1902), lid raad van justitie te Padang 1844, te Batavia 1846, raadsheer Hooggerechtshof 1850; zij waren de ouders van de schrijver Louis Couperus (1863-1923)

          - Jean Lucas Reijnst (1730-1792), luitenant-kolonel (1774), generaal-majoor (effectief: 1789).[1]
- Gerard (Gerrit) Reynst (ca. 1567-1615),, Hij was koopman en reder en was in 1599 , medeoprichter en bewindhebber van de Brabantsche Compagnie, behoorde tot de 76 bewindhebbers die in 1602 de VOC oprichtten, ging in 1602 voor een periode van vijf jaar naar Nederlands-Indie als opvolger van Pieter Both (de eerste GG), tweede Gouverneur-Generaal van Nederlands Indië
  - Gerrit Reynst, heer van Niel (1599-1658), advocaat, raad en schepen van Amsterdam[2]; kunsthandelaar samen met zijn broer Jan
    - Johan Reynst, heer van Niel (1636-1695), sinds 1672 heer van Drakensteyn[3] en De Vuursche[4][5], eigenaar Herengracht 500

  - Jan Reynst, heer van Niel, (1601-1646), koopman , gevestigd in Venetië, kunsthandelaar (samen met zijn broer Gerrit),  ongehuwd

## Afbeeldingen

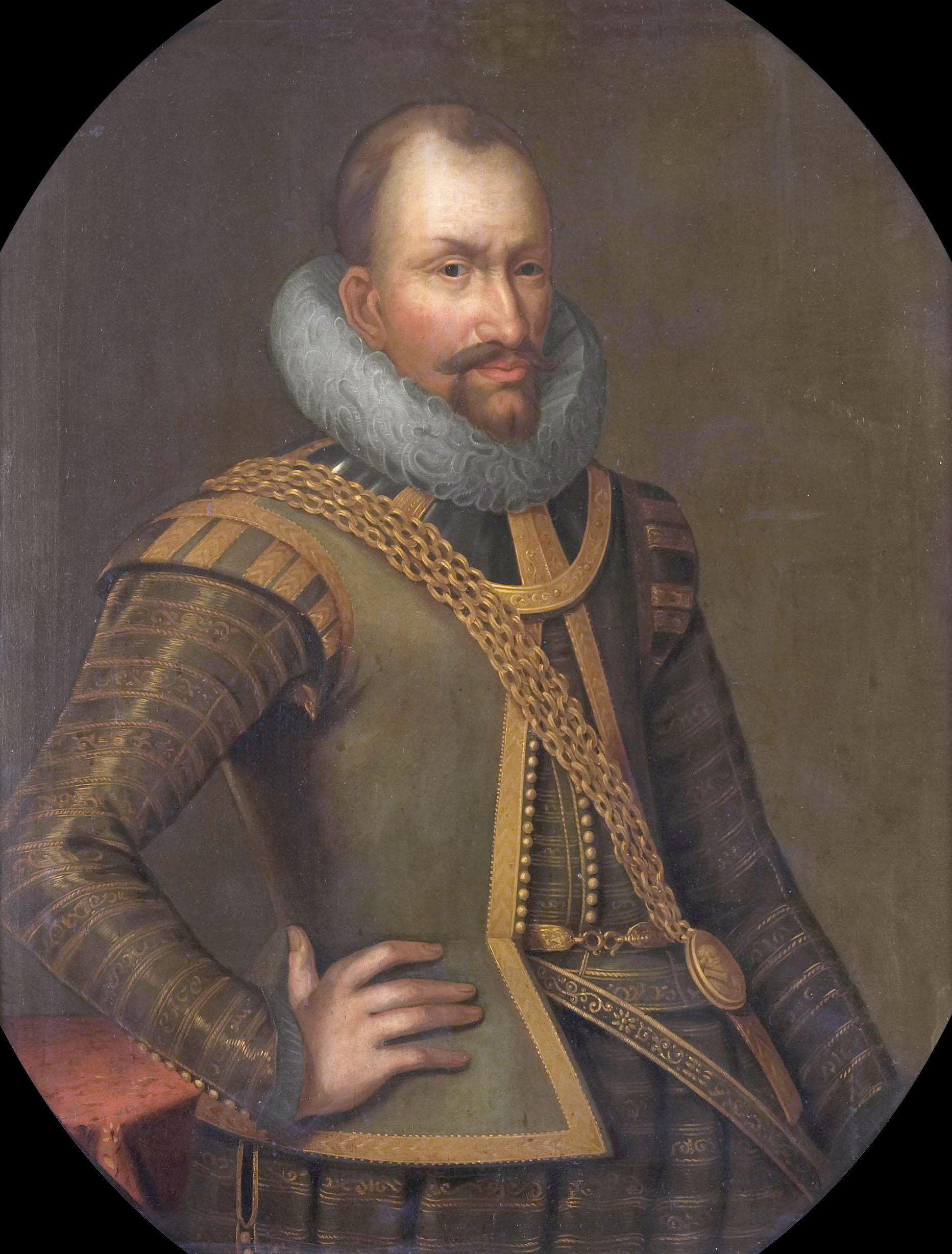
Gouverneur-generaal Gerard Reynst
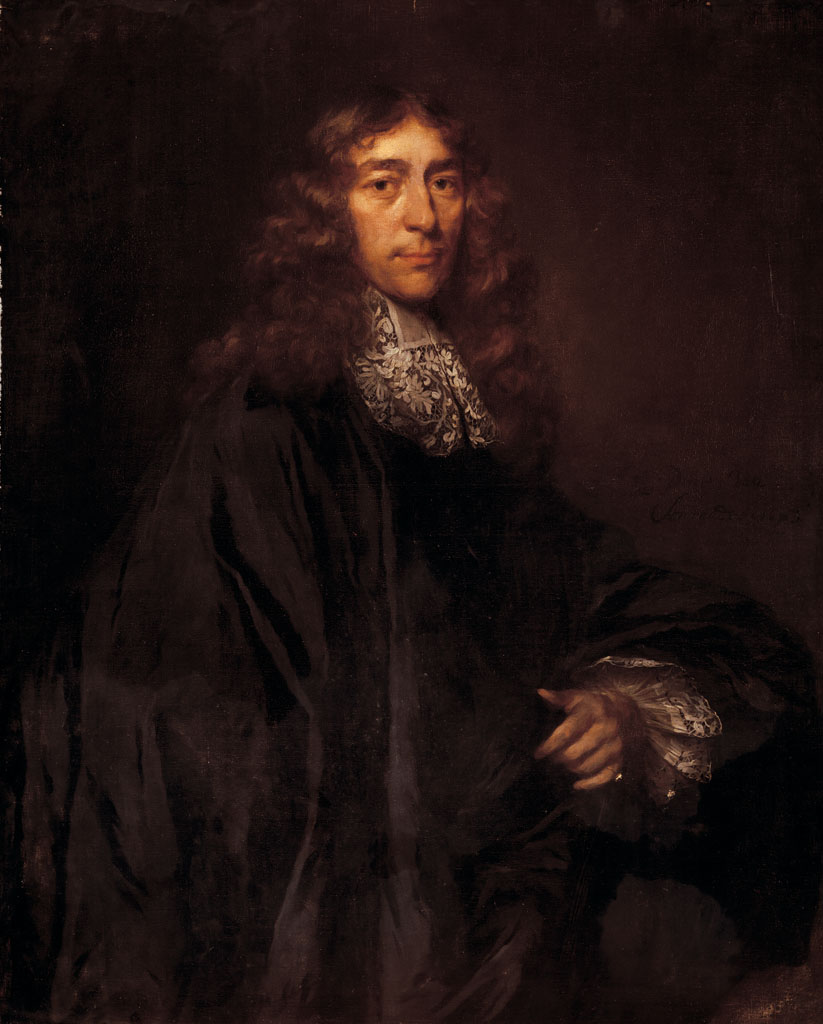
Regent Lambert Reynst, geschilderd door Pieter van Anraedt
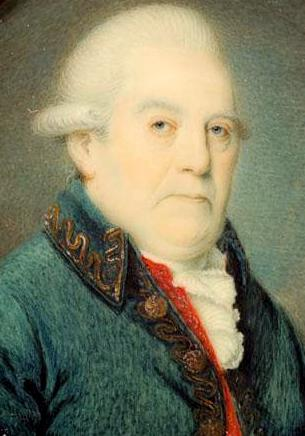
Viceadmiraal Pieter Hendrik Reijnst
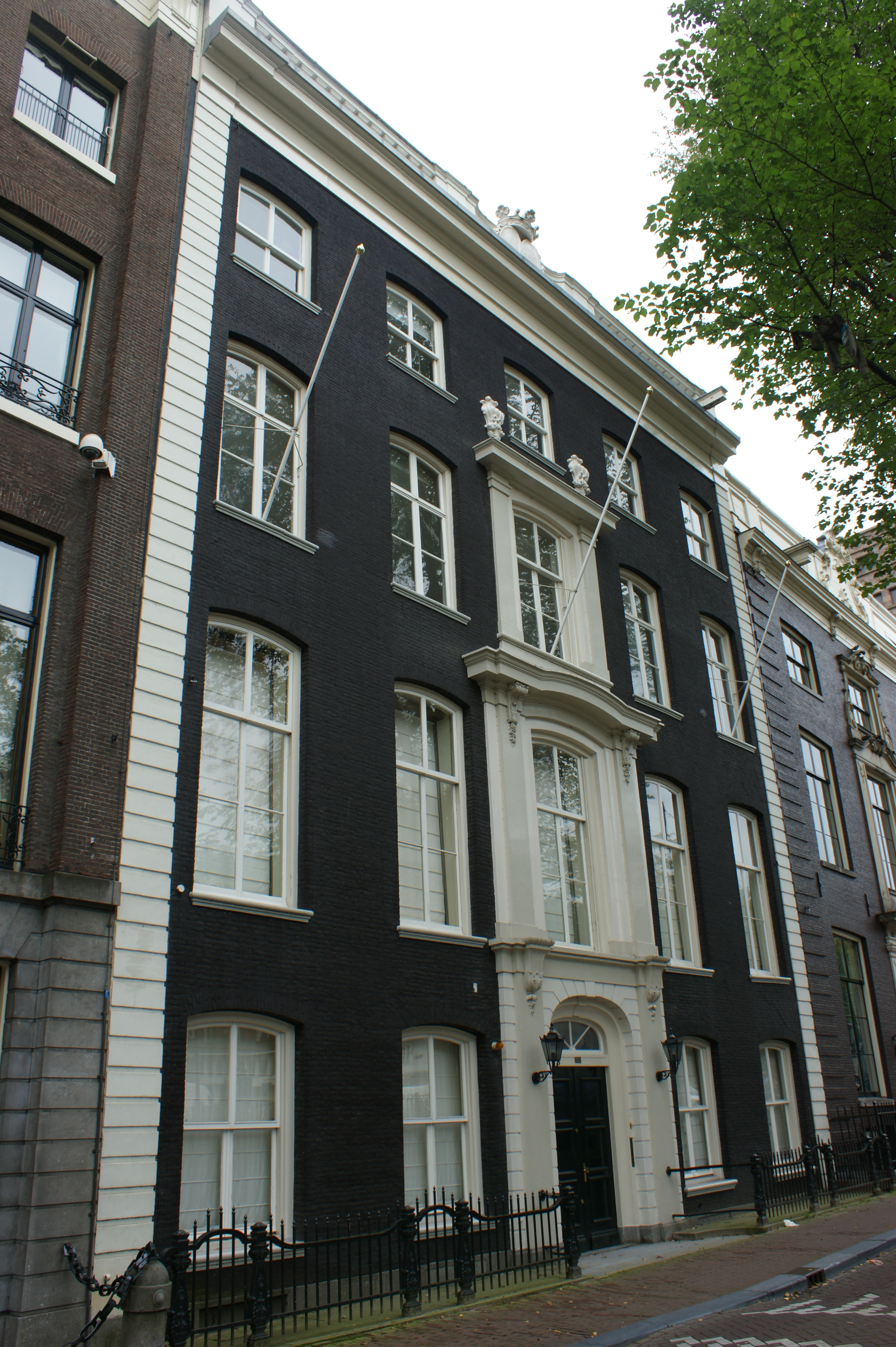
Herengracht 500
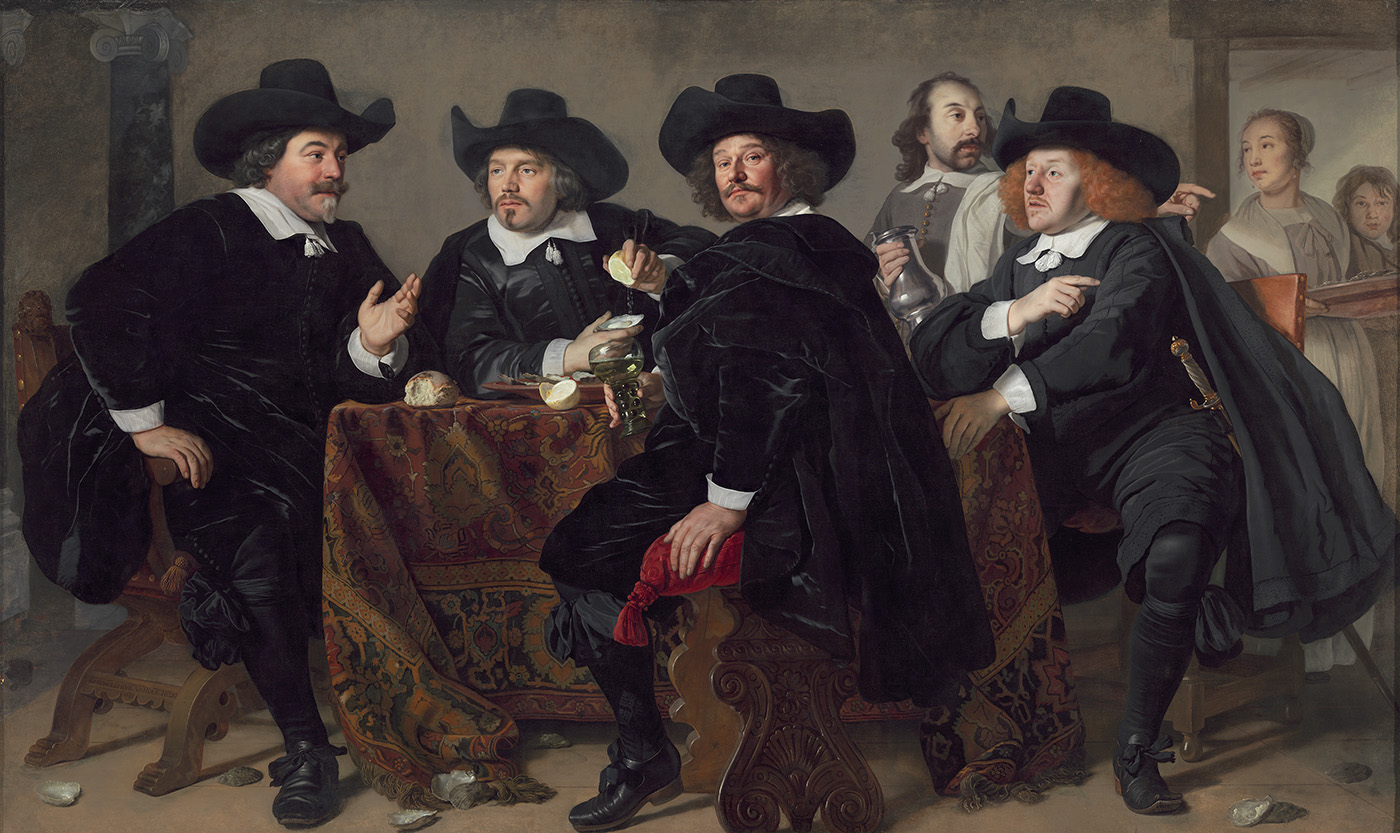
De advocaat Gerard Reynst, Cornelis Jan Witsen, Roelof Bicker, en Simon van Hoorn aan de oestermaaltijd door Van der Helst.